# Бустон (сквер)
Сквер «Бустон» в Душанбе (бывший сквер имени Фрунзе) расположен за академическим драматическим театром имени Лахути и чайханой «Рохат» выходящие фасадом на главный проспект города имени Рудаки, в 1 км от вокзала в центральной части левобережья города Душанбе.

## Характеристика
Сквер «Бустон» расположен в районе Исмаила Сомони г. Душанбе. Сквер площадью около 3 га значительно сокращён за счёт пристроек к театру и чайхане. Композиционным центром сквера был летний «Зелёный театр» обращённый фасадам к главной улице. В средней части сквера устроен многоструйный фонтан (автор архитектор Б. А. Зухурдинов). Вся территория сквера благоустроена. Небольшие уютные участки со скамейками в сочетании с ковровой зеленью, цветами и кустарниками сделали сквер излюбленным местом отдыха горожан.

## История
Создание сквера было связано с местом первой площади Революции города Душанбе. Сквер имени Фрунзе (ныне «Бустон») был создан 1930-х годах. В конце 1980-х годов по проекту архитектора С. Л. Анисимова часть сквера была застроена зданием корпуса бывшего ЦК КП Таджикистана (сейчас Президентский дворец).